# Félix Sánchez
Félix Sánchez (Nova York, 30 d'agost de 1977) és un atleta dominicà, campió olímpic en l'any 2004 en la disciplina de 400 metres tanques.
Fill de dominicans que van emigrar als Estats Units d'Amèrica i encara que nascut a Nova York, es va criar a Califòrnia.
Podia competir com nord-americà, però va decidir fer-ho com dominicà quan va acabar sisè en les proves classificatòries dels EUA de 1999 i no va aconseguir plaça per al Mundial de Sevilla. Va participar representant a la República Dominicana als Jocs Panamericans de Winnipeg l'any 1999 i als Jocs Olímpics de Sydney 2000.
Sempre representant a la República Dominicana, va guanyar els mundials d'atletisme del 2001 i del 2003 en la disciplina dels 400 metres tanques, assolint trencar la ratxa victoriosa dels Estats Units, que durava dues dècades des que Edwin Moses va triomfar als Jocs Olímpics de Los Angeles 1984.
El seu major triomf va esdevenir el 28 d'agost de 2004 quan va guanyar a Atenes la primera medalla d'or olímpica de la història de la República Dominicana.
Estava invicte des de juliol de 2001 i només una lesió a la cama esquerra faltant 200 metres pel final de la penúltima competició de la Lliga Daurada Europea del 2004, a Brussel·les, li va fer perdre la seva ratxa de 43 victòries.
Des de llavors el futur de la seva carrera ha estat incert. Després de dos anys d'absències a les pistes, va tornar a aparèixer encara que no amb la qualitat dels anys anteriors a la lesió. Als Panamericans de Rio 2007, després de trobar-se en la primera posició, va xocar amb l'última tanca, va perdre l'equilibri i amb això valuosos segons, quedant quart.
Al mundial d'Osaka, Japó, a l'agost del 2007, va quedar segon amb un temps de 48.01s.
Després d'aquesta participació, sembla que es troba totalment recuperat i participarà en als Jocs Olímpics de Pequín 2008.
L'Estadi Olímpic de Santo Domingo s'anomena Félix Sánchez en honor seu. Anteriorment es deia Estadi Olímpic Juan Pablo Duarte.
Al mateix estadi també se celebra una competició anual denominada "Grand Prix Félix Sánchez".